# Marcel Kittel
Marcel Kittel (Arnstadt, 11 maggio 1988) è un ex ciclista su strada tedesco, con caratteristiche di velocista. Professionista dal 2011 al 2019, in carriera si è aggiudicato tappe in tutti i grandi Giri: quattordici al Tour de France, quattro al Giro d'Italia e una alla Vuelta a España.

## Carriera

### Gli esordi e gli anni da Under-23
Si avvicina al ciclismo su spinta del padre, pedalando prima in mountain bike e proseguendo poi con l'attività su strada. Mette in mostra la sua abilità nelle prove a cronometro già all'età di 16 anni, quando vince il titolo nazionale di specialità ai campionati tedeschi juniores. Nel 2005 si laurea campione del mondo di categoria nella stessa disciplina, mentre l'anno dopo conquista sia il titolo tedesco sia quello mondiale nella categoria Juniores, oltre a varie vittorie in piccole corse riservate alla categoria, che gli permettono di ottenere il secondo posto nella Coppa del Mondo UCI Juniores dietro al danese Niki Ostergaard.
Nel 2007 passa tra le file del Thüringer Energie Team, sodalizio Continental tedesco con il quale ha l'occasione di confrontarsi con un livello di competizione più alto. Vince un altro titolo tedesco Under-23 a cronometro e si classifica diciottesimo ai campionati del mondo Under-23. L'anno dopo vince il Memorial Davide Fardelli, una gara a cronometro in Italia, mentre nel 2009 diventa campione europeo a cronometro e si classifica quarto ai campionati del mondo Under-23 nella stessa specialità. Nel 2010, ancora nella cronometro iridata Under-23, è invece terzo, dietro a Taylor Phinney e Luke Durbridge.

### 2011-2012: le prime vittorie da professionista
Le prestazioni da Under-23 gli valgono l'ingaggio, a partire dal 2011, nella squadra Professional Continental olandese Skil-Shimano. Kittel, all'esordio nel professionismo, mostra subito di essere un buon velocista, vincendo prima una tappa del Tour de Langkawi, e poi imponendosi in quattro frazioni della Quatre Jours de Dunkerque, nella prima edizione della ProRace Berlin e in una tappa e nella classifica generale del Delta Tour Zeeland. Dopo aver rinnovato il contratto per altre due stagioni con la Skil-Shimano, ad agosto ottiene le sue prime vittorie nell'UCI World Tour, vincendo quattro tappe al Tour de Pologne. Sempre nell'agosto del 2011 prende parte alla Vuelta a España, dove fa sua la settima tappa per poi abbandonare la corsa.
Nella stagione 2012 coglie tredici vittorie, tra cui una tappa alla Driedaagse De Panne, lo Scheldeprijs, due frazioni all'Eneco Tour, gara World Tour, e due all'Eurométropole Tour.

### 2013-2015: i due poker al Tour de France
Nella primavera 2013, ancorain maglia Argos-Shimano, vince la seconda tappa della Parigi-Nizza, oltre a due frazioni e la classifica generale del Tour de Picardie, e si aggiudica per il secondo anno consecutivo il successo allo Scheldeprijs. Nello stesso anno partecipa per la seconda volta al Tour de France: in quella Grande Boucle vince ben quattro tappe, tra le quali la prima e l'ultima, con arrivo rispettivamente a Bastia e a Parigi sugli Champs-Élysées, e veste anche per un giorno la prestigiosa maglia gialla di leader della classifica generale. In stagione conquista anche, tra le altre, la ProRace Berlin e tre frazioni al Presidential Cycling Tour of Turkey, portando a sedici il bottino di successi stagionali.
Nella stagione 2014 ottiene le prime vittorie dell'anno al Dubai Tour, in febbraio, conquistando tre tappe e la classifica a punti della corsa, mentre ad aprile vince lo Scheldeprijs per il terzo anno consecutivo. Si presenta poi al Giro d'Italia, dove vince la seconda e la terza tappa a Belfast e a Dublino; prima della quarta tappa, da Giovinazzo a Bari, è però costretto al ritiro dalla corsa per febbre. In preparazione al Tour de France fa sua una tappa allo Ster ZLM Tour, nella Grande Boucle si aggiudica quindi in volata la prima, la terza (entrambe in Regno Unito), la quarta e la ventunesima e conclusiva frazione di Parigi, superando atleti del calibro di Peter Sagan, Alexander Kristoff e Arnaud Démare. Nel finale di stagione è sesto alla Vattenfall Cyclassics, partecipa poi al Tour of Britain dove vince la prima e l'ottava tappa davanti a Mark Cavendish. Conclude la stagione con 13 vittorie.
Inizia la stagione 2015 in Australia, vincendo il criterium People's Choice Classic. Tra Tour Down Under e Tour of Qatar non coglie però risultati di rilievo, vittima di un'infezione virale. Costretto a saltare la Tirreno-Adriatico e tutte le classiche di primavera, torna alle corse solo in maggio al Tour de Yorkshire: anche qui già durante la prima tappa è però costretto al ritiro per problemi fisici. Deve rinunciare anche al Tour of California per cercare di ritrovare la condizione migliore. Torna in gara ala World Ports Classic dove mostra una condizione migliore, e alla Rund um Köln, dove si piazza sesto, vincendo però la volata di gruppo. Qualche giorno dopo partecipa allo Ster ZLM Toer, ma è ancora lontano dalla forma ideale e per questo motivo deve rinunciare a partecipare al Tour de France. A inizio agosto vince la prima tappa del Tour de Pologne (oltre alla classifica a punti della corsa): è quella la prima e unica effettiva vittoria stagionale per Kittel, che a fine anno lascia la Giant-Alpecin per trasferirsi al team belga Etixx-Quick Step.

### 2016-2017: il passaggio alla Etixx/Quick-Step e la cinquina al Tour
Nel 2016 apre la stagione positivamente, aggiudicandosi nell'ordine due tappe e la classifica generale del Dubai Tour, due tappe e la classifica a punti alla Volta ao Algarve, e poi una tappa alla Tre Giorni di La Panne, per la quarta volta in cinque anni lo Scheldeprijs e una tappa al Giro di Romandia. Al Giro d'Italia, in maggio, vince due frazioni consecutive e al termine della seconda, sul traguardo di Arnhem, indossa la maglia rosa, che perderà nella frazione successiva con arrivo a Praia a Mare. Si ritira dalla corsa rosa prima della cronometro individuale del Chianti, adducendo la necessità di un periodo di riposo per puntare ai campionati del mondo di ottobre a Doha. Dopo il Giro conclude terzo ai campionati tedeschi, corre quindi il Tour de France vincendo in volata a Limoges e ottenendo altri due podi di tappa. Nel finale di stagione vince anche il Grand Prix de Fourmies; ai campionati del mondo di Doha vince infine la medaglia d'oro della cronometro a squadre assieme ai compagni della Etixx-Quick Step, dovendosi invece ritirare nella prova in linea.
Apre il 2017 con la vittoria di tre tappe e della classifica generale al Dubai Tour, seguite dalla conquista della prima tappa al Tour of California. Arriva al Tour de France con grandi ambizioni, e vince allo sprint la seconda, la sesta, la settima, la decima e l'undicesima tappa. Allo sprint della settima tappa batte al fotofinish il norvegese Edvald Boasson Hagen con uno scarto di alcuni millimetri, mentre nella decima ha facilmente regolato il gruppo di contendenti alla vittoria a partire dal secondo piazzato John Degenkolb. Dopo aver battuto Dylan Groenewegen allo sprint ed aver centrato il 'pokerissimo' di vittorie, è ora un serio candidato alla conquista della maglia verde. È costretto al ritiro nel corso della diciassettesima frazione, mentre indossa la maglia verde, a causa dei postumi di una caduta a inizio tappa.

### 2018-2019: le stagioni alla Katusha e il ritiro
Nella stagione 2018 si accasa presso il Team Katusha Alpecin. Dopo qualche gara di assestamento nella Penisola araba, in cui affina gli ingranaggi del suo "treno", torna al successo alla Tirreno-Adriatico imponendosi in volata nella seconda e nella sesta tappa. Dato l'ottimo momento di forma decide quindi di esordire alla Milano-Sanremo, che conclude però lontano dai migliori. Dopo diverse gare senza risultati di rilievo, si piazza terzo nella prima volata al Tour de France; va poi fuori tempo massimo nell'undicesima tappa ed è costretto a lasciare la corsa. Conclude la stagione già in agosto al Deutschland Tour.
Nel febbraio 2019 torna al successo vincendo in volata il Trofeo Palma a Maiorca. Coglie poi il secondo posto alla Clásica de Almería, alle spalle del connazionale Pascal Ackermann, e il terzo nella quinta tappa del neonato UAE Tour. Il 9 maggio la sua squadra, la Katusha, comunica di aver rescisso consensualmente il contratto con Kittel, che dichiara: «Negli ultimi due mesi ho avuto la sensazione di essere esausto. In questo momento non sono in grado di allenarmi e correre al più alto livello». Nell'agosto dello stesso anno annuncia il proprio ritiro dalle corse.

## Palmarès
- 2005 (Juniores)

Campionati tedeschi, Prova a cronometro Juniores
1ª tappa Sint-Martinusprijs Kontich (Kontich > Kontich, cronometro)
2ª tappa, 1ª semitappa Niedersachsen-Rundfahrt der Junioren (Wallenhorst > Wallenhorst, cronometro)
Campionati del mondo, Prova a cronometro Juniores
- 2006 (Juniores)

2ª tappa, 1ª semitappa Cottbuser Bundesliga Etappenfahrt (cronometro)
3ª tappa Cottbuser Bundesliga Etappenfahrt
Prologo Coupe du Président de la Ville de Grudziądz (Grudziądz > Grudziądz, cronometro)
Campionati tedeschi, Prova a cronometro Juniores
3ª tappa Tour de Lorraine (Commercy > Commercy, cronometro)
Classifica generale Tour de Lorraine
3ª tappa, 1ª semitappa Trofeo Karlsberg (Medelsheim > Medelsheim, cronometro)
Prologo Sint-Martinusprijs Kontich (cronometro)
2ª tappa, 1ª semitappa Niedersachsen-Rundfahrt der Junioren (Wallenhorst > Wallenhorst, cronometro)
Campionati del mondo, Prova a cronometro Juniores
- 2007 (Thüringer Energie Team)

Campionati tedeschi, Prova a cronometro Under-23
4ª tappa Tour de Brandenburg (Luckenwalde > Luckenwalde)
- 2008 (Thüringer Energie Team)

Memorial Davide Fardelli
5ª tappa Tour de Brandenburg (Storkow > Velten)
- 2009 (Thüringer Energie Team)

4ª tappa Tour du Haut-Anjou (Pouancé > Château-Gontier)
1ª tappa Flèche du Sud (Kayl > Roeser)
3ª tappa Flèche du Sud (Ettelbruck > Rumelange)
6ª tappa Internationale Thüringen Rundfahrt (Neuhaus > Neuhaus)
Campionati europei, Prova a cronometro Under-23
- 2010 (Thüringer Energie Team)

Campionati tedeschi, Prova a cronometro Under-23
2ª tappa Festningsrittet (Kongsvinger > Kongsvinger)
2ª tappa Tour de Moselle (Guénange > Guénange > Guénange)
4ª tappa Tour de Moselle (Thionville > Thionville)
- 2011 (Skil-Shimano, diciassette vittorie)

3ª tappa Tour de Langkawi (Taiping > Sitiawan)
1ª tappa Quatre Jours de Dunkerque (Dunkerque > Orchies)
2ª tappa Quatre Jours de Dunkerque (Douai > Iwuy)
3ª tappa Quatre Jours de Dunkerque (Caudry > Le Cateau-Cambrésis)
5ª tappa Quatre Jours de Dunkerque (Grande-Synthe > Dunkerque)
ProRace Berlin
1ª tappa Delta Tour Zeeland (Middelburg > Goes)
Classifica generale Delta Tour Zeeland
1ª tappa Tour de Pologne (Pruszków > Varsavia)
2ª tappa Tour de Pologne (Częstochowa > Dąbrowa Górnicza)
3ª tappa Tour de Pologne (Będzin > Katowice)
7ª tappa Tour de Pologne (Cracovia > Cracovia)
7ª tappa Vuelta a España (Almadén > Talavera de la Reina)
Kampioenschap van Vlaanderen
Münsterland Giro
3ª tappa Herald Sun Tour (Geelong > Drysdale)
5ª tappa Herald Sun Tour (Melbourne > Melbourne)
- 2012 (Project 1T4I/Argos-Shimano, tredici vittorie)

2ª tappa Étoile de Bessèges (Nîmes > Saint-Ambroix)
3ª tappa Tour of Oman (Al Awabi > Bank Muscat)
6ª tappa Tour of Oman (Al Khawd > Matrah Corniche)
2ª tappa Driedaagse De Panne - Koksijde (Zottegem > Koksijde)
Scheldeprijs
1ª tappa Ster ZLM Toer (Eindhoven > Geleen)
4ª tappa Ster ZLM Toer (Schijndel > Boxtel)
1ª tappa Eneco Tour (Waalwijk > Middelburg)
4ª tappa Eneco Tour (Heers > Bergen op Zoom)
Omloop van het Houtland
2ª tappa Eurométropole Tour (Antoing > Poperinge)
3ª tappa Eurométropole Tour (Péruwelz > Ichtegem)
Münsterland Giro
- 2013 (Team Argos-Shimano, sedici vittorie)

1ª tappa Tour of Oman (Al Mussannah > Sultan Qaboos University)
2ª tappa Parigi-Nizza (Vimory > Cérilly)
Scheldeprijs
1ª tappa Tour of Turkey (Alanya > Alanya)
7ª tappa Tour of Turkey (Kuşadası > Smirne)
8ª tappa Tour of Turkey (Istanbul > Istanbul)
1ª tappa Tour de Picardie (Guise > Flixecourt)
3ª tappa Tour de Picardie (Nanteuil-le-Haudouin > Soissons)
Classifica generale Tour de Picardie
ProRace Berlin
3ª tappa Ster ZLM Toer (Buchten > Buchten)
1ª tappa Tour de France (Porto Vecchio > Bastia)
10ª tappa Tour de France (Saint-Gildas-des-Bois > Saint-Malo)
12ª tappa Tour de France (Fougères > Tours)
21ª tappa Tour de France (Versailles > Parigi)
Omloop van het Houtland
- 2014 (Team Giant-Shimano, tredici vittorie)

2ª tappa Dubai Tour (Dubai > Atlantis)
3ª tappa Dubai Tour (Dubai > Hatta)
4ª tappa Dubai Tour (Dubai > Burj Khalifa)
Scheldeprijs
2ª tappa Giro d'Italia (Belfast > Belfast)
3ª tappa Giro d'Italia (Armagh > Dublino)
1ª tappa Ster ZLM Toer (Rucphen > Sint Willebrord)
1ª tappa Tour de France (Leeds > Harrogate)
3ª tappa Tour de France (Cambridge > Londra)
4ª tappa Tour de France (Le Touquet-Paris-Plage > Villeneuve-d'Ascq)
21ª tappa Tour de France (Évry > Parigi)
1ª tappa Tour of Britain (Liverpool > Liverpool)
8ª tappa, 2ª semitappa Tour of Britain (Londra > Londra)
- 2015 (Team Giant-Alpecin, una vittoria)

1ª tappa Tour de Pologne (Varsavia > Varsavia)
- 2016 (Etixx-Quick Step, dodici vittorie)

1ª tappa Dubai Tour (Dubai > Fujairah)
4ª tappa Dubai Tour (Dubai > Burj Khalifa)
Classifica generale Dubai Tour
1ª tappa Volta ao Algarve (Lagos (Portogallo) > Albufeira)
4ª tappa Volta ao Algarve (São Brás de Alportel > Tavira)
3ª tappa Driedaagse De Panne - Koksijde (De Panne > De Panne)
Scheldeprijs
1ª tappa Tour de Romandie (La Chaux-de-Fonds > Moudon)
2ª tappa Giro d'Italia (Arnhem > Nimega)
3ª tappa Giro d'Italia (Nimega > Arnhem)
4ª tappa Tour de France (Saumur > Limoges)
Grand Prix de Fourmies - La Voix du Nord
- 2017 (Quick-Step Floors, quattordici vittorie)

1ª tappa Dubai Tour (Dubai > Palm Jumeirah)
2ª tappa Dubai Tour (Dubai > Ras al-Khaima)
5ª tappa Dubai Tour (Dubai > City Walk)
Classifica generale Dubai Tour
2ª tappa Abu Dhabi Tour (Al Maryah Island > Big Flag)
3ª tappa Driedaagse De Panne - Koksijde (De Panne > De Panne)
Scheldeprijs
1ª tappa Tour of California (Sacramento > Sacramento)
4ª tappa Ster ZLM Toer (Oss > Oss)
2ª tappa Tour de France (Düsseldorf > Liegi)
6ª tappa Tour de France (Vesoul > Troyes)
7ª tappa Tour de France (Troyes > Nuits-Saint-Georges)
10ª tappa Tour de France (Périgueux > Bergerac)
11ª tappa Tour de France (Eymet > Pau)
- 2018 (Katusha Alpecin, due vittorie)

2ª tappa Tirreno-Adriatico (Camaiore > Follonica)
6ª tappa Tirreno-Adriatico (Numana > Fano)
- 2019 (Katusha Alpecin, una vittoria)

Trofeo Palma

### Altri successi
- 2005 (Juniores)

2ª tappa Corsa della Pace Juniores (Mělník > Mělník, cronosquadre)
- 2006 (Juniores)

2ª tappa Sint-Martinusprijs Kontich (Kontich > Kontich, cronosquadre)
Campionati tedeschi, Cronometro a squadre Juniores
- 2008 (Thüringer Energie Team)

Grosser Silber-Pils Erdinger Preiss
- 2011 (Skil-Shimano)

Amstel Curaçao Race (criterium)
- 2013 (Skil-Shimano)

Acht van Chaam (criterium)
- 2014 (Team Giant-Shimano)

People's Choice Classic (criterium)
Classifica a punti Dubai Tour
Na-tour Criterium Ninove (criterium)
Saitama Criterium
- 2015 (Team Giant-Alpecin)

People's Choice Classic (criterium)
Classifica a punti Tour de Pologne
- 2016 (Etixx-Quick Step)

Classifica a punti Dubai Tour
- 2017 (Quick-Step Floors)

Classifica a punti Dubai Tour

## Piazzamenti

### Grandi Giri
- Giro d'Italia

2014: non partito (4ª tappa)
2016: non partito (9ª tappa)
- Tour de France

2012: ritirato (5ª tappa)
2013: 166º
2014: 161º
2016: 166º
2017: ritirato (17ª tappa)
2018: fuori tempo massimo (11ª tappa)
- Vuelta a España

2011: non partito (13ª tappa)

### Classiche monumento
- Milano-Sanremo

2018: 155º
- Parigi-Roubaix

2011: fuori tempo massimo
2018: ritirato

### Competizioni mondiali
- Campionati del mondo

Salisburgo 2005 - Cronometro Juniores: vincitore
Francorchamps/Spa 2006 - Cronometro Juniores: vincitore
Stoccarda 2007 - Cronometro Under-23: 18º
Mendrisio 2009 - Cronometro Under-23: 4º
Melbourne 2010 - Cronometro Under-23: 3º
Copenaghen 2011 - In linea Elite: 176º
Ponferrada 2014 - Cronosquadre: 8º
Doha 2016 - Cronosquadre: vincitore
Doha 2016 - In linea Elite: ritirato